# Alboácem Ali ibne Otomão
Alboácem Ali ibne Otomão (em árabe: أبو الحَسُنَ علي بن عثمان; romaniz.: Abū al-Ḥasan Ali ibn Uthman; m. maio de 1351) foi o sultão do Império Merínida (no atual Marrocos) de setembro de 1331 até setembro de 1348. Em 1333, capturou Gibraltar dos castelhanos, embora uma tentativa posterior de tomar Tarifa em 1339 tenha terminado em fiasco. No norte da África, estendeu seu domínio sobre Reino de Tremecém dos ziânidas e a Ifríquia do Reino Haféssida, que juntos cobriam o norte do que hoje é a Argélia e a Tunísia. Sob ele, o Império Merínida do Magrebe cobriu brevemente uma área que rivalizava com a do Califado Almóada anterior. No entanto, foi forçado a recuar devido a uma revolta das tribos árabes, perdendo muitos de seus apoiadores. Seu filho Abu Inane Faris tomaria o poder em Fez e Alboácem Ali morreu no exílio nas montanhas do Alto Atlas.

## Vida

### Ascensão e primeiras medidas
Alboácem Ali era filho do sultão Abuçaíde Otomão II (r. 1310–1331) e de mãe abissínia. Tinha pele escura e era conhecido como o 'sultão negro' do Marrocos. Era pai de Abomar Taxufine, Abu Inane Faris e Abu Maleque Abde Aluaide. Em data incerta próximo do fim do reinado de seu pai, foi nomeado herdeiro presuntivo, em substituição de seu irmão Abu Ali Omar, que havia se rebelado contra Abuçaíde e foi derrotado e confinado em Sijilmassa. Em vista de garantir apoio do Reino Haféssida de Túnis contra o Reino de Tremecém dos ziânidas, o sultão arranjou o casamento Alboácem Ali com a princesa Fátima, filha do califa Abu Iáia Abu Becre II (r. 1318–1346). Quando se dirigia para buscar a pretendente em setembro de 1331, o sultão faleceu repentinamente e foi sucedido por Alboácem Ali. Ao ascender, optou por prosseguir às políticas intervencionistas de seu pai nos assuntos políticos dos vizinhos do Magrebe e do Alandalus, visando melhorar a posição político-econômica do Império Merínida. Embora tenha aceitado confirmar a posição de seu irmão Abu Ali Omar em Sijilmassa, temia que se aliaria com os ziânidas de Tremecém e estrangularia economicamente os merínidas em Fez. Por esse motivo, decidiu construir uma poderosa frota de guerra para lutar contra os ziânidas na costa do Magrebe, e que também serviria às suas ações na área do estreito de Gibraltar contra a Coroa de Castela.

### Campanhas

#### Gibraltar

Reino Nacérida de Granada

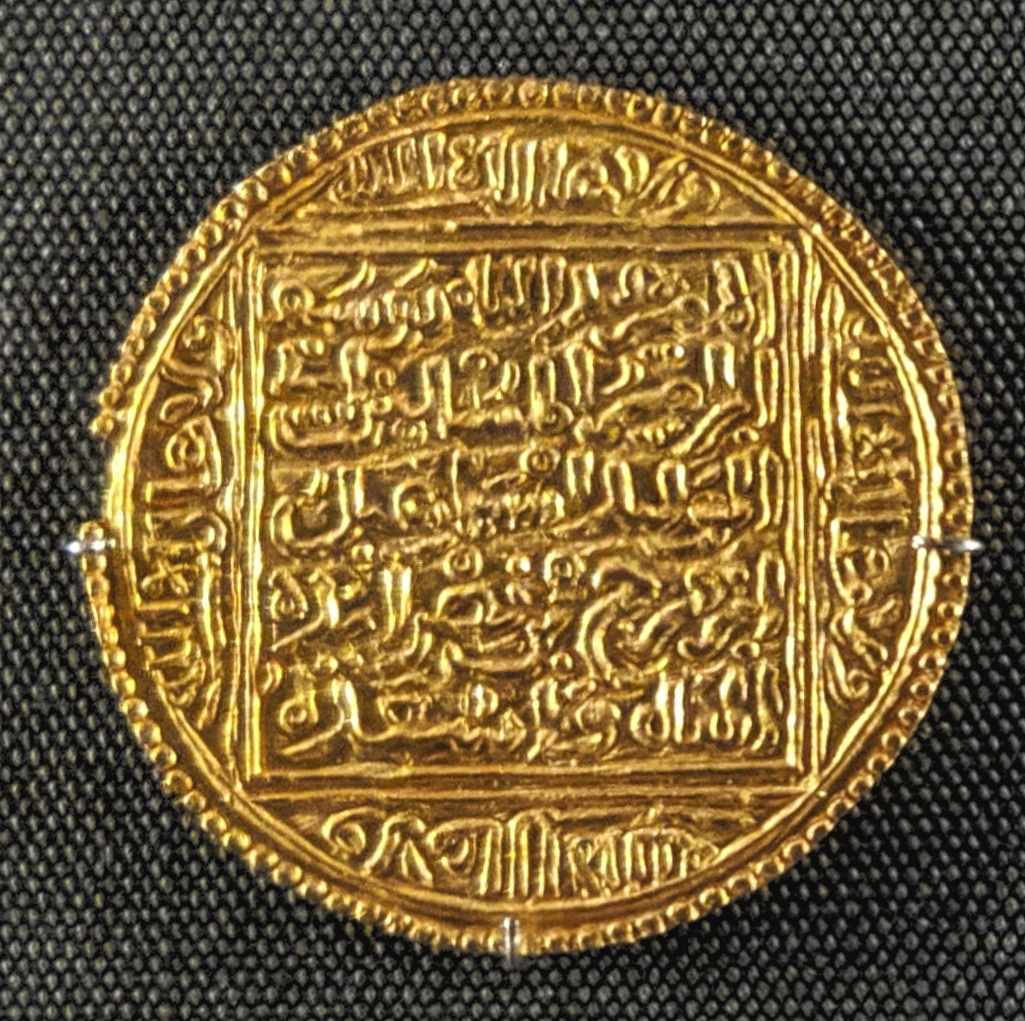
Dinar de ouro de r.

Em 1309, as tropas da Coroa de Castela comandadas por Fernando IV (r. 1295–1312) capturaram Gibraltar, então chamada Medinate Alfate (Cidade da Vitória), do Reino Nacérida de Granada. Em 7 de setembro de 1331, o sultão nacérida Maomé IV (r. 1325–1333) navegou pessoalmente ao Magrebe para se encontrar com Alboácem Ali em sua corte em Fez. O sultão merínida respondeu positivamente, prometendo enviar tropas para ajudar os muçulmanos de Granada e dando presentes a Maomé. A ajuda merínida consistia em cinco mil soldados, liderados pelo filho do sultão, Abu Maleque Abde Aluaide. Eles navegaram para Algeciras no início de 1333, logo cercando Gibraltar por mar e terra. O exército merínida juntou-se às tropas de Granada lideradas por Abu Nuaim Riduão. Os castelhanos estiveram distraídos com a coroação do rei Afonso XI (r. 1312–1350) e demoraram a responder à força de invasão, que foi capaz de começar o cerco antes que uma grande resposta pudesse ser organizada. O almirante castelhano Afonso Godofredo Tenório tentou entregar suprimentos a Gibraltar, mas foi impedido pelo bloqueio da frota merínida. Tentou atirar sacos de farinha na cidade usando os trabucos de seus navios, mas a maioria deles não alcançou o castelo.
A situação em Gibraltar era desesperadora em meados de junho. A comida acabou e os habitantes da cidade e a guarnição foram reduzidos a comer seus próprios escudos, cintos e sapatos na tentativa de ganhar sustento com o couro de que eram feitos. Em 17 de junho, Vasco Peres de Meira rendeu Gibraltar depois de acertar os termos com Abu Maleque. Os defensores foram autorizados a partir com honra em sinal de respeito por sua coragem em defender a cidade por tanto tempo. Afonso XI ouviu a notícia três dias depois, quando seu exército de socorro estava a apenas alguns dias de marcha de Xerez. A queda de Gibraltar foi recebida com entusiasmo no Magrebe; o cronista mouro ibne Marzuque registrou que, enquanto estudava em Tremecém, seu professor anunciou à classe: "Alegrem-se, comunidade de fiéis, porque Deus teve a bondade de nos devolver Gibraltar!" De acordo com ibne Marzuque, os jubilosos alunos explodiram em gritos de louvor, agradeceram e derramaram lágrimas de alegria.
Afonso XI apressou sua marcha, cruzando o Guadarranque em Castelar em 26 de junho e logo sitiando para retomar Gibraltar. Os muçulmanos reforçaram a cidade transportando suprimentos de Algeciras, e as tropas de Abu Maleque estacionadas naquela cidade se opuseram ao exército de Afonso. Para desviar a atenção de Castela, Maomé VI liderou um contra-ataque em território castelhano, capturando Benamejí e invadindo as áreas ao redor de Córdova. Ele não encontrou resistência porque o exército de Afonso foi imobilizado pelas forças de Abu Maleque e os nobres castelhanos que deveriam se opor a Maomé se rebelaram e atacaram os castelos de Afonso, acompanhados por João Manuel, que havia desertado do acampamento de Afonso. Maomé então marchou em direção a Gibraltar. Inicialmente acampou nas margens do Guadiaro perto da cidade sitiada e depois foi à Serra Carbonera para unir forças com Abu Maleque. Os exércitos muçulmano e cristão se enfrentaram por vários dias, mas depois de várias escaramuças nenhum dos lados estava confiante numa vitória decisiva. Afonso também estava preocupado com a destruição de seu reino por seus nobres rebeldes. Uma trégua foi acordada em 24 de agosto. O sucesso da campanha de Gibraltar alimentou temores na corte de Granada de que os merínidas se tornariam muito influentes e provocou o assassinato de Maomé IV em 25 de agosto por nobres ressentidos de Granada. No entanto, Alboácem não estava pronto para invadir a Península Ibérica, pois estava envolvido em hostilidades com Tremecém. O irmão e sucessor de Maomé IV, Iúçufe I (r. 1333–1354), manteve a aliança com o sultão merínida.

#### Tremecém
Alboácem Ali conquistou os vales dos rios Suz e Drá com ajuda de seus aliados, os árabes maquilitas, que receberam concessões territoriais e se tornaram os senhores virtuais da região. Na sequência, em 1332, o sultão tomou controle da costa do Magrebe Central. No interior, o sultão de Tremecém, Abu Taxufine I (r. 1318–1337), iniciou hostilidades contra a Ifríquia, sitiou Bugia e enviou um exército que derrotou o califa haféssida Abu Iáia Abu Becre II, que fugiu para Constantina enquanto os ziânidas ocupavam Túnis. Alboácem era casado com uma princesa haféssida e, em 1334, os haféssidas pediram ajuda a ele, dando-lhe uma boa desculpa para invadir seu vizinho. No início de 1335, as forças merínidas comandadas pelo sultão iniciaram um cerco contra a Tremecém, que caiu em maio de 1337. Abu Taxufine morreu durante a luta. Seus irmãos foram capturados e mortos e o Reino de Tremecém (cobrindo aproximadamente a metade ocidental da moderna Argélia) foi anexado pelos merínidas. Alboácem recebeu delegados do Egito, Granada, Túnis e Mali parabenizando-o por sua vitória, pela qual obteve o controle total do comércio transaariano.

#### Alandalus
Desde 1333, o irmão e sucessor de Maomé IV, o sultão nacérida Iúçufe I (r. 1333–1354), solicitou a proteção de Alboácem Ali contra as investidas dos cristãos. A paz que Maomé IV garantiu após o cerco de Gibraltar foi, pelos princípios da época, anulada por sua morte, e representantes de Iúçufe se reuniram com os de Afonso XI e Alboácem Ali. Assinaram um novo tratado em Fez em 26 de fevereiro de 1334 com uma duração de quatro anos. Como os tratados anteriores, autorizava o livre comércio entre os três reinos, mas, excepcionalmente, não incluía o pagamento de tributos de Granada a Castela. Os navios merínidas deveriam ter acesso aos portos castelhanos, e Alboácem Ali prometeu não aumentar suas guarnições na Península Ibérica - mas ainda poderia rotacioná-las. A última condição era favorável não apenas para Castela, mas também para Granada, que estava desconfiada de um possível expansionismo merínida na península.
Na primavera de 1339, após a expiração do tratado, as hostilidades recomeçaram com os ataques dos merínidas ao interior de Castela. Seguiram-se confrontos entre Castela de um lado e os dois reinos muçulmanos do outro. Granada foi invadida por tropas castelhanas lideradas por Gonçalo Martins de Oviedo, mestre da Ordem de Alcântara, que atacou Locubín, Alcalá de Benzaide e Priego. Por sua vez, Iúçufe liderou um exército de 8 000 no cerco de Siles, mas foi forçado a levantar o cerco pelas forças do mestre da Ordem de Santiago, Afonso Melendes de Gusmão. A rivalidade pessoal entre Martins e de Gusmão parece ter feito o primeiro desertar para Iúçufe, mas logo foi capturado pelas forças castelhanas, enforcado como um traidor e seu corpo queimado. O comandante merínida na península, Abu Maleque Abde Aluaide, filho de Alboácem Ali, morreu durante uma batalha com Castela em 20 de outubro, mas as forças merínidas continuaram a devastar as fronteiras castelhanas até serem derrotadas em Xerez. Ao mesmo tempo, as forças nacéridas alcançaram sucessos militares, incluindo a conquista de Carcabuey.
No outono de 1339, a frota aragonesa comandada por Godofredo Gillabert tentou atracar perto de Algeciras, mas foi expulsa depois que seu almirante foi morto. Em 8 de abril de 1340, uma grande batalha ocorreu ao largo de Algeciras entre a frota castelhana sob o comando de Afonso Godofredo Tenório e uma frota maior merínido-granadina sob o comando de Maomé Alazafi, resultando numa vitória muçulmana e na morte de Tenório. A frota muçulmana capturou 28 galeras das 44 da frota castelhana e sete naus. Alboácem Ali viu a vitória naval como prenúncio à conquista de Castela. Cruzou o estreito de Gibraltar com seu exército, incluindo máquinas de cerco, suas esposas e toda a sua corte. Desembarcou em Algeciras em 4 de agosto, foi acompanhado por Iúçufe e sitiou Tarifa, um porto castelhano no estreito, em 23 de setembro. Afonso XI marchou para aliviar Tarifa, acompanhado por tropas portuguesas lideradas por seu aliado, o rei Afonso IV (r. 1325–1357). Chegaram a cinco milhas (oito quilômetros) de Tarifa em 29 de outubro, e Iúçufe e Alboácem Ali se moveram para recebê-los. Afonso XI comandava oito mil cavaleiros, 12 mil infantes e um número desconhecido de milícias urbanas, enquanto Afonso IV tinha mil homens. A força muçulmana não é clara: fontes cristãs contemporâneas afirmavam exagerados 53 mil cavaleiros e 600 mil infantes; enquanto o historiador moderno Ambrosio Huici Miranda em 1956 estimou sete mil soldados granadinos e 60 mil merínidas. Crucialmente, os cavaleiros cristãos tinham armaduras muito melhores do que a cavalaria muçulmana, mais levemente equipada.
A resultante Batalha do Salado (também conhecida como Batalha de Tarifa), em 30 de outubro de 1340, foi uma vitória cristã decisiva. Iúçufe, que usava um capacete dourado na batalha, fugiu do campo após um ataque das tropas portuguesas. O contingente granadino inicialmente defendeu-se e estava prestes a derrotar Afonso IV num contra-ataque, mas foi derrotado quando chegaram reforços cristãos, deixando para trás os seus aliados merínidas. Os merínidas também foram derrotados na batalha principal contra os castelhanos, que durou das 9h ao meio-dia. Harvey opinou que a chave à vitória cristã - apesar de sua desvantagem numérica - foram suas táticas de cavalaria e armadura superior. As táticas muçulmanas - que se concentravam na cavalaria com armadura leve e alta mobilidade - eram adequadas à batalha aberta, mas no campo de batalha relativamente estreito do rio Salado, a formação cristã de cavaleiros armados atacando numa linha de batalha bem formada tinha uma vantagem decisiva.
No rescaldo, as tropas cristãs saquearam o acampamento muçulmano e massacraram as mulheres e crianças, incluindo a rainha de Alboácem Ali, Fátima, filha do califa Abu Iáia Abu Becre II - para consternação de seus comandantes, que iriam preferir vê-la resgatada. Vários membros da realeza e nobreza foram capturados, incluindo o filho de Alboácem, Abomar Taxufine. Entre os caídos estavam muitos intelectuais e funcionários de Granada. Iúçufe retirou-se à sua capital através de Marbelha. Alboácem marchou para Gibraltar, enviou notícias da vitória de volta para casa para evitar qualquer rebelião em sua ausência e cruzou o estreito para Ceuta na mesma noite. Vários autores muçulmanos colocaram a culpa no sultão merínida, com Omar II de Tremecém dizendo que "humilhou o chefe do Islã e encheu os idólatras de alegria", e Almacari comentando que permitiu que seu exército fosse "espalhado como poeira diante do vento". Iúçufe parecia não ter sido culpado e continuou a ser popular em Granada. Afonso XI voltou vitorioso a Sevilha e desfilou os cativos muçulmanos e o saque levado por seu exército. Havia tanto ouro e prata que seus preços até Paris e Avinhão caíram em um sexto.
Com a maior parte das forças merínidas recuando ao norte da África, Afonso XI foi capaz de agir livremente contra Granada. Invadiu o reino em abril de 1341, fingindo um ataque contra Málaga. Quando Iúçufe reforçou este porto ocidental - levando muitos homens de outros lugares - Afonso redirecionou suas tropas para Alcalá de Benzaide, uma grande fortaleza de fronteira a 30 milhas (50 quilômetros) ao norte de Granada, cuja guarnição foi reduzida a fim de reforçar Málaga. À medida que o cerco progredia, Iúçufe recebeu reforços merínidas de Algeciras e moveu-se seis milhas (dez quilômetros) para Moclín. Nenhum dos lados estava disposto a arriscar um ataque frontal, e Afonso, sem sucesso, tentou provocar Iúçufe numa emboscada. Com improvável alívio, os defensores muçulmanos de Alcalá ofereceram render a fortaleza em troca de salvo-conduto, ao qual Afonso concordou; a capitulação ocorreu em 20 de agosto de 1341. Iúçufe então ofereceu uma trégua, mas Afonso exigiu que quebrasse sua aliança com os merínidas, o que Iúçufe se recusou a fazer, e a guerra continuou. Simultaneamente ao cerco de Alcalá, as tropas de Afonso também capturaram a vizinha Locubín. Nas semanas após a queda de Alcalá, os castelhanos capturaram Priego, Carcabuey, Matrera e Benamejí. Em maio de 1342, uma frota merínido-granadina navegando no estreito de Gibraltar foi emboscada por navios castelhanos e genoveses, resultando numa vitória cristã, a destruição de doze galés e a dispersão de outros navios ao longo da costa granadina.
Afonso XI então teve como alvo Algeciras, um importante porto no estreito de Gibraltar que seu pai, Fernando IV, não conseguiu tomar em 1309–10. Chegou no início de agosto de 1342 e lentamente impôs um bloqueio terrestre e marítimo à cidade. O exército de Iúçufe entrou em campo, junto com as tropas merínidas de Ronda, tentando ameaçar os sitiantes pela retaguarda ou desviar sua atenção. Entre novembro de 1342 e fevereiro de 1343, invadiu as terras ao redor de Écija, entrou e saqueou Palma do Rio, retomou Benamejí e capturou Estepa. Em junho, Iúçufe enviou o hájibe Riduão para Afonso, oferecendo pagamentos em troca do levantamento do cerco. Afonso rebateu a oferta aumentando o pagamento que exigiria. Iúçufe navegou ao Norte da África para consultar Alboácem e levantar o dinheiro, mas o pagamento do sultão não foi suficiente. Apesar do salvo-conduto de Afonso, a galera de Iúçufe foi atacada por um navio genovês a seu serviço, que tentou roubar o ouro. Os navios de Iúçufe repeliram o ataque; Afonso se desculpou, mas não tomou nenhuma atitude contra o capitão do navio genovês.
Em 12 de dezembro de 1343, Iúçufe cruzou o rio Palmones e enfrentou um destacamento castelhano. Isso foi relatado em fontes castelhanas como uma derrota muçulmana. No início de 1344, Afonso construiu uma barreira flutuante, feita de árvores acorrentadas, que impedia os suprimentos de chegarem a Algeciras. Com a esperança de vitória esmaecendo e a cidade à beira da fome, Iúçufe começou as negociações novamente. Enviou um emissário, chamado Haçane Algarrafa nas crônicas castelhanas, e ofereceu a rendição de Algeciras se seus habitantes fossem autorizados a partir com seus bens móveis, em troca de uma paz de quinze anos entre Granada, Castela e os merínidas. Apesar de ter sido aconselhado a rejeitar a oferta e, em vez disso, tomar Algeciras e massacrar seus habitantes, Afonso estava ciente do resultado incerto de um ataque quando forças hostis estavam por perto. Concordou com a proposta de Algarrafa, mas pediu que a trégua fosse limitada a dez anos, o que Iúçufe aceitou. Além de Iúçufe e Afonso, o tratado incluía Alboácem, Pedro IV e o doge de Gênova. Iúçufe e Afonso assinaram o tratado em 25 de março de 1344 no acampamento castelhano fora de Algeciras.

#### Ifríquia

Império Merínida em seu zênite

Na primavera de 1342, Abu Iáia Abu Becre II designou como seu sucessor um de seus filhos, Abu Alabás Amade, que governou o sul, e confirmou o apoio de seu genro Alboácem Ali. No entanto, quando o califa morreu em outubro de 1346, era outro de seus filhos, Abu Hafes Omar, que estava em Túnis, e ele se proclamou califa com apoio do xeique ibne Tafraguine sob o título de Anácer Lidim Alá. Abu Alabás Amade marchou sobre Túnis pelo sul e tomou a cidade, mas logo foi morto por Abu Hafes Omar, que também matou seus outros irmãos para remover quaisquer outros rivais. Como fiador da sucessão haféssida, Alboácem invadiu o reino na primavera de 1347 para expulsar o usurpador. Abu Hafes Omar fugiu de Túnis, mas foi capturado perto de Gabes e executado em agosto. Alboácem fez entrada triunfal em Túnis em setembro. Foi nessa época que seu súdito, o famoso viajante ibne Batuta, visitou Túnis em sua viagem de volta da peregrinação do Haje. Ao unir todo o Magrebe, o sultão merínida efetivamente conquistou domínios tão grandes quanto os do antigo Califado Almóada, e a comparação não passou despercebida aos contemporâneos.

### Revoltas e morte

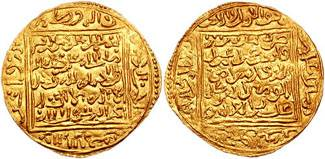
Dinar de ouro de Abu Inane Faris r.

Ao contrário de Tremecém, onde Alboácem Ali foi favorecido pela crença de que era o novo campeão do islão, a posição do sultão em Túnis era mais frágil e ele não teve apoio popular. As tribos árabes com as quais se aliou no passado se sentiram frustradas por sua incapacidade de lhes proporcionar as recompensas prometidas e se rebelaram. Em 1348, Alboácem Ali foi derrotado perto de Cairuão, e suas tentativas de reagrupar suas tropas foram frustradas, pois na primavera a Peste Negra alcançou Túnis. Além disso, seu filho, Abu Inane Faris, que servia como governador de Tremecém, se declarou sultão e retornou para Fez antes que outros pretendentes buscassem tomar o trono. Novas revoltas eclodiram nos territórios dominados, permitindo que o ziânida Abuçaíde Otomão II fosse proclamado sultão de Tremecém, enquanto o haféssida Abu Alabás Amade Alfadle Almutauaquil retomou Túnis e tornar-se-ia califa. Alboácem Ali fez inúmeras tentativas para retornar aos territórios merínidas, mas enfrentou forte oposição da coalizão formada pelos berberes magrauas, os ziânidas e seu filho Abu Inane Faris. Conseguiu se refugiar em Sijilmassa, onde reuniu um exército, apesar da deserção de seus aliados árabes suaiditas, e marchou contra Marraquexe, que caiu. Em 1351, enfrentou as tropas de seu filho nas margens do Um Arrabia, onde foi derrotado. Em decorrência dessa derrota, foi obrigado a abdicar em favor de seu filho pouco antes de morrer no mesmo ano. Seu corpo foi transferido por Abu Inane Faris, alegadamente com grande luto público, à necrópole merínida em Chelá.